# 黏樸麗魚
黏樸麗魚（學名：Haplochromis limax），為輻鰭魚綱鱸形目隆頭魚亞目慈鯛科的其中一種，分布於非洲愛德華湖及喬治湖流域，體長可達8.4公分，棲息在中底層水域，屬雜食性，生活習性不明。

## 擴展閱讀
維基物種上的相關：黏樸麗魚